# 国際連合安全保障理事会決議118
国際連合安全保障理事会決議118（こくさいれんごうあんぜんほしょうりじかいけつぎ118、英: United Nations Security Council Resolution 118）は、1956年10月13日に国際連合安全保障理事会で採択された決議である。スエズ運河に関係する。
決議においては、エジプトによるスエズ運河の国有化宣言や国際連合事務総長ダグ・ハマーショルドとエジプト、フランス、イギリスの各外務大臣による予備交渉の進展の説明に留意し、安保理はスエズ問題に関する調停は以下の条件を満たすべきであるとした。
1. 運河の通行は公然と非公然にかかわらず差別なく自由で開かれたものとする。これは政治的側面と技術的側面をともに対象とする。
2. エジプトの主権を尊重する。
3. 運河の運営をどの国の政治からも分離する。
4. 通行料金の決定と請求方法はエジプトと利用者の間の協定で決定する。
5. 手数料は公平な割合で開発に充てる。
6. In case of disputes, unresolved affairs between the Suez Canal Company and the Egyptian Government should be settled by arbitration with suitable terms of reference and suitable provisions for the payment of sums found to be due.